# Jonathan Cartland
Jonathan Cartland is een westernstripreeks,  getekend door Michel Blanc-Dumont en geschreven door Laurence Harlé. Van 1977 tot 1989 verscheen de strip in het Franse striptijdschrift Pilote. De reeks bestaat uit 10 delen, waarvan het eerste deel verscheen in 1976 en het laatste deel in 1995. De reeks werd uitgebracht bij Dargaud, ook verschenen er enkele luxe uitgaven bij Sherpa.

## Onconventionele western
Jonathan Cartland is een onconventionele westernstrip. Anders dan gebruikelijk in westerns, gaan de verhalen over indianenopstanden en de bewustwording van de indiaanse identiteit. De strip is vooral geïnspireerd op jaren zeventig films als Little Big Man en Jeremiah Johnson.

## Verhaal
De reeks is vernoemd naar de hoofdpersoon, pelsjager Jonathan Cartland, die zich de levenswijze van de Indianen eigen heeft gemaakt. Cartland is een indianenvriend die het opneemt voor de roodhuiden. Hij wordt geregeld ingehuurd als verkenner op verschillende expedities. Zijn leven wordt gekenmerkt door ups en downs. Hij verliest zijn Indiaanse vrouw door moord en vindt zijn zoon, waarvan hij dacht dat deze verloren was, terug.
De verhalen spelen zich af rond 1880.

## Albums
| Nummer | Titel                           | Verschenen | Uitgeverij |
| ------ | ------------------------------- | ---------- | ---------- |
| 1      | Het laatste konvooi naar Oregon | 1977       | Dargaud    |
| 2      | De geest van Wah-Kee            | 1977       | Dargaud    |
| 3      | De schat van de spinne-vrouw    | 1978       | Dargaud    |
| 4      | De indianenvriend""             | 1979       | Dargaud    |
| 5      | De rivier van de wind           | 1980       | Dargaud    |
| 6      | De vloek van het water          | 1982       | Dargaud    |
| 7      | Silver Canyon                   | 1983       | Dargaud    |
| 8      | De schaduw van het leven        | 1987       | Dargaud    |
| 9      | Lichtkind                       | 1989       | Dargaud    |
| 10     | Het schuilhol van de duivel     | 1995       | Dargaud    |